# 睦忠
睦 忠（ぼく ちゅう、목충; モク チュン、生没年不詳）は、高麗の武臣である。本貫は泗州。位は同知密直に至った。賛成事睦仁吉の従弟である。

## 生涯
1361年（恭愍王10年）、紅巾賊が侵入して、王が福州に避難した時、上護軍として御駕に扈従した功で、1363年、二等功臣に録勲された。
1362年（恭愍王11年）、多数の将帥たちが、紅巾賊の侵入を退けた鄭世雲を殺害し、秘密にしていたが、将軍睦忠が軍前より戻ってきて、王に曰く、「多数の将帥たちが鄭世雲を殺害したのに、隠したまま発表せずにおります」と告げた。
1364年、崔儒が元にいる際、元の皇帝に讒訴して恭愍王を廃して徳興君を推戴、遼陽省の兵士として高麗を攻撃しに来たとの知らせが届くや、密直副使の丁賛が西北面都安撫使に任命されてこれらを防がせた時、丁賛は麾下の兵馬使睦忠を遣わして軍士を率い、要害の地に駐屯させた。睦忠は従兄である宰相睦仁吉の権勢を頼んで丁賛の指揮に従わず、丁賛が制圧できなかった。睦忠は丁賛が徳興君とともに陰謀を企んだと誣告したと同時に、屯所を投げ出し、丁賛の陣営近くまで行って彼を急撃して殺そうとした。丁賛が大いに恐れて軍士を投げ出し、慶復興の陣営に走ってゆき、その無実であることを明かそうとした。王が使者を遣わせて丁賛を巡軍に閉じ込め、睦忠を呼んで顔付き合わせて尋問させると、事実を証明することができなかったので、丁賛が憤懣やるかたなくして死んだ。
1376年9月に助戦兵馬使となり、1377年4月には同知密直に任命された。
1377年（禑王3年）、倭寇が鎮浦（現忠清南道舒川郡）より韓州（現忠清南道舒川郡韓山面）に侵入したとき、楊広道元帥王安徳が支援軍を要請するやいなや、睦忠が密直副使として救援した。
1381年、同知密直として賛成事李得芬とともに、李仁任・崔瑩を讒訴しかけて安東に配流された。